# Kotijske Alpe
 Ovo je glavno značenje pojma Kotijske Alpe. Za druga značenja pogledajte Kotijske Alpe (rimska provincija).
Kotijske Alpe (fr. Alpes Cottiennes; tal. Alpi Cozie), planinski lanac koji se pruža uz granicu Francuske i Italije, jugozapadni ogranak Alpa. Nazvane su prema drevnom ligurskom kralju Marku Juliju Kotiju iz 1. stoljeća pr. Kr. čije je kraljevstvo prisvojio rimski car Neron i pretvorio ga u provinciju Alpes Cottiae. Kroz planinski masiv prolaze dva važna tunela - Fréjus (cestovni) i Fréjus (željeznički) koji spajaju francuske gradove Lyon i Grenoble s talijanskim Torinom. Najviši vrh Kotijskih Alpa je Monte Viso (3841 m).

## Poveznice
- Alpe
- Kotijske Alpe (rimska provincija)